# Спеэрс, Анни
Анни Коуп Спеэрс (англ. Annie Coupe Speirs; 14 июля 1889, Ливерпуль — 26 октября 1926, Ливерпуль) — британская пловчиха, олимпийская чемпионка.
Анни Спеэрс родилась в 1889 году в Ливерпуле. В 1912 году она приняла участие в Олимпийских играх в Стокгольме, где завоевала золотую медаль в эстафете 4×100 м вольным стилем; также она приняла участие в состязаниях на дистанции 100 м вольным стилем, но там стала лишь 5-й.